# Praia de Nossa Senhora da Rocha
Praia de Nossa Senhora da Rocha (fotografia tirada a partir da Capela e Forte de Nossa Senhora da Rocha)
A Praia de Nossa Senhora da Rocha (embora, por vezes, chamada de Praia da Senhora da Rocha) é uma praia localizada no lugar dos Alporchinhos, na freguesia de Porches, município de Lagoa, na região do Algarve, em Portugal.
Fica junto uma pequena comunidade piscatória que recebeu o nome popular de Senhora da Rocha em tributo à Virgem Maria devotada numa antiga ermida sitiada no topo do pontão de uma falésia onde se encontra também os vestígios do Forte de Nossa Senhora da Rocha. Este pontão e praia são usados como refúgio para os barcos dos pescadores.
A praia é flanqueada por falésias, mas de especial interesse a falésia a Oeste onde se encontra o Forte e a Capela de Nossa Senhora da Rocha. Ainda nesta falésia existe um túnel escavado na rocha, que liga a Praia de Nossa Senhora da Rocha com a Praia Nova.
O facto de a Praia de Nossa Senhora da Rocha estar protegida por altas arribas não só traz uma grande vantagem para os pescadores, como também para os turistas nos dias de ventos menos agradáveis.
No 1º Domingo de Agosto de cada ano, a comunidade piscatória local celebra uma importante festa religiosa com procissão que desce do pontão rochoso até à areia da praia.